# چوب‌خزک خال‌چشمی
چوب‌خزک خال‌چشمی(نام علمی: Xiphorhynchus ocellatus) نام یک گونه از تیره مرغان تنورساز است.